# Lili la petite sorcière : Le Dragon et le Sortilège de Noël
Série
Lili la petite sorcière : Le Voyage vers Mandolan
(2011)
Pour plus de détails, voir Fiche technique et Distribution.
Lili la petite sorcière : Le Dragon et le Sortilège de Noël (Hexe Lillis eingesacktes Weihnachtsfest) est un film germanique réalisé par Wolfgang Groos, sorti en 2017.

## Fiche technique
- Titre original : Hexe Lillis eingesacktes Weihnachtsfest
- Titre français : Lili la petite sorcière : Le Dragon et le Sortilège de Noël
- Réalisation : Wolfgang Groos
- Scénario : Gerrit Hermans, d'après les personnages créés par Knister
- Musique : Anne-Kathrin Dern
- Direction artistique : Merijn Sep
- Décors : Christoph Kanter
- Costumes : Callaerts Sofie
- Photographie : Marcus Kanter
- Son : Srdjan Kurpjel, Marcel Fink, Marius Heuser
- Montage : Britta Nahler
- Production : Michael Coldewey, Lisa Gressmann et Corinna Mehner

Production déléguée : Lucia Scharbatke et Tilo Seiffert
Coproduction : Philip Borbély, Peter De Maegd, Bastian Griese, Tom Hameeuw
- Sociétés de production[1] :  Blue Eyes Fiction GmbH & Co. KG, Trixter Productions, Universum Film AG et FilmVergnuegen
- Sociétés de coproduction : MMC Movies, Minifilm et Potemkino Port
- Sociétés de distribution :
  - Allemagne : Universum Film AG et Walt Disney Studios Motion Pictures
  -  Mondial : Global Screen (Tous médias)
- Budget : 10 millions de $ (estimation)[2]
- Pays d'origine :  Allemagne
- Langue originale : allemand
- Format[3] : couleur - 2,35:1 (Cinémascope)
- Genre : Comédie, fantastique et aventure
- Durée : 100 minutes
- Dates de sortie[4] :
  - Allemagne : 9 novembre 2017
  - France : 20 novembre 2018 (sortie directement en DVD)

## Distribution
- Hedda Erlebach : Hexe Lilli
- Jürgen Vogel : Knecht Ruprecht
- Anja Kling : Lillis Mutter
- Neil Malik Abdullah : Halit
- Christoph Bittenauer : Agent de sécurité 1
- Michel Komzak : Agent de sécurité 2
- Gerti Drassl : Mme Schnabel
- Maresa Hörbiger : grand-mère
- Claudio Magno : Leon
- Maurizio Magno : Comte Tetrich
- Julian Preiss : Comte Tetrich (jeune)
- Michael Mittermeier : Hektor (voix)
- Aleyna Obid : Layla
- Valentina Repetto : La mère de Layla Devrim
- Christopher Schärf : Reipolt

 Sauf indication contraire, les informations mentionnées dans cette section peuvent être confirmées par la base de données cinématographiques IMDb,  présente dans la section « Liens externes ».